# NGC 3320
NGC 3320 é uma galáxia espiral barrada (SBc) localizada na direcção da constelação de Ursa Major. Possui uma declinação de +47° 23' 50" e uma ascensão recta de 10 horas, 39 minutos e 36,5 segundos.
A galáxia NGC 3320 foi descoberta em 1 de Abril de 1788 por William Herschel.